# 高氯酸铍
高氯酸铍是铍的高氯酸盐，它以四水合物Be(ClO4)2·4H2O或[Be(H2O)4](ClO4)2的形式存在。四水合物比较稳定，在ClO−
4分解之前，不会失水。其它溶剂合物如[Be(DMSO)4](ClO4)2、[Be(DMF)4](ClO4)2等也是已知的。

## 制备
高氯酸铍可由氧化铍和高氯酸溶液反应得到：
BeO + 2 HClO4 + 2 H2O → Be(ClO4)2·4H2O